# Campeonato Sul-Americano de Voleibol Feminino Sub-23
Campeonato Sul-Americano de Voleibol Feminino Sub-23 é um torneio de seleções de voleibol da América do Sul organizado pela Confederação Sulamericana de Voleibol. Sua primeira edição ocorreu em 2014 na Colômbia e teve como campeã a potência do esporte no continente, o Brasil.

## História
Após a criação da categoria sub-23 pela FIVB, as confederações continentais tiveram de encontrar um meio de poderem classificar suas seleções ao mundial da categoria sem utilizar o ranking das seleções adultas. A  CSV junto com a NORCECA em 2012 realizaram em conjunto a primeira Copa Pan-Americana Sub-23 em 2013, onde colocaram em disputa duas vagas para cada confederação em jogo.
A CSV buscando um maior desenvolvimento da categoria no continente sul-americano criou a categoria sub-22, a fim de dar um vaga ao campeão ao mundial sub-23, enquanto que a outra vaga ainda seria disputada pela Copa Pan-Americana Sub-23. Assim, em 2014 se realizou o primeiro torneio da categoria na América do Sul, na Colômbia, onde o Brasil se sagrou campeão. Para a segunda edição do torneio, em 2016, a CSV modificou a categoria para Sub-23 para se adequar ao padrão da FIVB.

## Quadro geral
| Ordem | País     | Medalha de ouro | Medalha de prata | Medalha de bronze | Total |
| ----- | -------- | --------------- | ---------------- | ----------------- | ----- |
| 1     | Brasil   | 2               | 0                | 0                 | 2     |
| 2     | Colômbia | 0               | 2                | 0                 | 2     |
| 3     | Peru     | 0               | 0                | 2                 | 2     |

## MVPpor edição
- 2014 –  Ángela Leyva
- 2016 –  María Alejandra Marín[4]